# Campos Sales
Manoel Ferraz de Campos Sales (Campinas, 13 de fevereiro de 1841 – Santos, 28 de junho de 1913) foi um advogado, fazendeiro de café e político brasileiro que serviu como o quarto presidente do Brasil. Também serviu como deputado provincial três vezes, deputado-geral uma vez, ministro da justiça (1889-1891), senador e governador de São Paulo (1896-1897). O auge de sua carreira política foi sua eleição como presidente do Brasil, cargo que ocupou entre 1898 e 1902. Reformas financeiras austeras foram adotadas durante seu mandato sob o Ministro da Fazenda, Joaquim Murtinho (1848-1911).
Por ter herdado uma séria crise econômica, com altos índices de inflação, uma de suas primeiras medidas foi a renegociação da dívida externa com credores ingleses. Estes concordaram com um novo acordo financeiro, oferecendo um empréstimo de 10 milhões de libras e aceitando a suspensão temporária do pagamento dos juros da dívida existente. No entanto, como garantia, exigiram a renda das alfândegas do Rio de Janeiro e de outros Estados se necessário, bem como as receitas da Estrada de Ferro Central do Brasil e da companhia de abastecimento de água do Rio de Janeiro caso o governo brasileiro não cumprisse o acordo. Exigiram ainda que o governo reduzisse a inflação, valorizando a moeda nacional, medidas que foram implementadas pelo então ministro da Fazenda, Joaquim Murtinho, que reduziu drasticamente as despesas do governo, cancelando a construção de obras públicas e investimentos industriais. Também aumentou e criou impostos, além de uma política austera em relação aos salários dos trabalhadores.
Em seu mandato, foi solucionado o litígio sobre a delimitação da fronteira entre o Brasil e a França. Tal litígio era sobre a demarcação da fronteira entre e estado do Amapá e a Guiana Francesa, que havia invadido o território brasileiro, anexando cerca de 260 mil km² do estado. Depois de quase dois séculos de disputas, o litígio foi vencido pelo Brasil em 1900, através do acordo que ficou conhecido como Questão do Amapá, determinando que a fronteira entre os dois territórios fosse o rio Oiapoque e retornando ao Brasil a área que havia sido tomada.

## Formação e carreira política

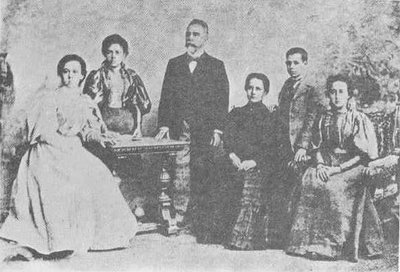
Campos Sales e sua família.

Bacharel em direito pela Faculdade de Direito de São Paulo da turma de 1863, Campos Sales ingressou, logo após se formar, no Partido Liberal. A seguir, participou da criação do Partido Republicano Paulista (PRP), em 1873, sendo, portanto, um republicano histórico.
Foi deputado provincial de 1867 a 1871, vereador (1872), novamente deputado provincial (1881), deputado geral, (hoje se diz deputado federal), de 1885 a 1888, e deputado provincial (1889), sempre pelo PRP. Foi um dos três únicos republicanos a serem eleitos deputados gerais durante o Império do Brasil.
Com a Proclamação da República, foi nomeado ministro da Justiça do governo provisório de Deodoro da Fonseca quando promoveu a instituição do casamento civil e iniciou a elaboração de um Código Civil na República. Substituiu o Código Criminal do Império de 1830, pelo Código Penal da República, através do decreto n.º 847, de 11 de outubro de 1890. Teve uma série divergência com o ministro da Fazenda Rui Barbosa, a partir da expedição do Decreto de 17 de janeiro de 1890 que criava um sistema emissor que se baseava em lastreamento por apólices da dívida pública, fator destacado da crise financeira conhecida como Encilhamento. Conseguiu aprovar três emendas em uma reunião de gabinete de 31 de janeiro, alterando o decreto. O Ministério da Justiça legislava sobre a Junta do Comércio e Campos Sales também interveio na ação da Corporação dos Corretores, aprovando o Decreto n.º 822 de 18 de outubro de 1890 que trazia restrições para a atividade.
Foi eleito senador da república em 1891, mas renunciou ao cargo, em 1896, para se tornar presidente do Estado de São Paulo. Em 1895, na Comissão de Justiça e Legislação do Senado Federal, foi autor de texto substitutivo em um projeto de anistia aos revoltosos na Revolução Federalista no sul do país. O substitutivo aprovado, e que levou o nome de Campos Sales, excluía das atividades todos os militares anistiados.pg.51

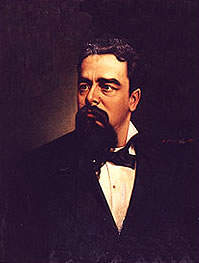
Campos Sales em 1879.

Foi presidente do estado de São Paulo de 1896 até 1897. Nesse período, enfrentou um surto de febre amarela em todo o estado, um conflito na colônia italiana na capital, uma onda de violência na cidade de Araraquara, no episódio que ficou conhecido como Linchamento dos Britos, e enviou tropas estaduais para combater na Guerra de Canudos.
Em 1897, renunciou ao cargo de presidente de São Paulo, para candidatar-se à presidência da República. Foi eleito com 91,52% dos votos, assumindo o cargo em novembro de 1898. Na presidência do país, enfrentou rebeliões dos imigrantes italianos em lavouras de café, que protestavam contra a exploração a que eram submetidos pelos fazendeiros, algumas vezes com assassinatos durante estes protestos. Um caso notório, por ter envolvido o próprio presidente da República, foi o assassinato em 3 de outubro de 1900, do fazendeiro Diogo Salles, irmão de Campos Sales, cujo filho tentou abusar de três irmãs do colono italiano Angelo Longaretti e acabou morto por este. Este fato ocorreu na atual Analândia, (SP), que na época era uma vila de Rio Claro chamada Annapolis, e deu início a uma revolta chamada de Rebelião de Longaretti.

## Presidente da República

### A estabilidade política do Brasil
Em 1 de março de 1898, foi eleito Presidente da República. Teve 420 286 votos contra 38 929 votos do seu principal oponente Lauro Sodré. Seu vice-presidente foi Francisco de Assis Rosa e Silva. Campos Sales sucedeu, em 15 de novembro de 1898, o presidente Prudente de Morais, em uma época que a economia brasileira, baseada na exportação de café e borracha, não ia bem. Campos Sales julgava que todos os problemas do Brasil tinham uma única causa: a desvalorização da moeda.
Campos Sales definiu o seu governo como desvinculado dos interesses político-partidários, assim expressando sua visão administrativa:
Entendi dever consagrar o meu governo a uma obra puramente de administração, separando-o dos interesses e paixões partidárias, para só cuidar da solução dos complicados problemas que constituem o legado de um longo passado. Compreendi que não seria através da vivacidade incandescente das lutas políticas, aliás sem objetivo, que eu chegaria a salvar os créditos da nação, comprometidos em uma concordata com os credores externos!— Campos Sales

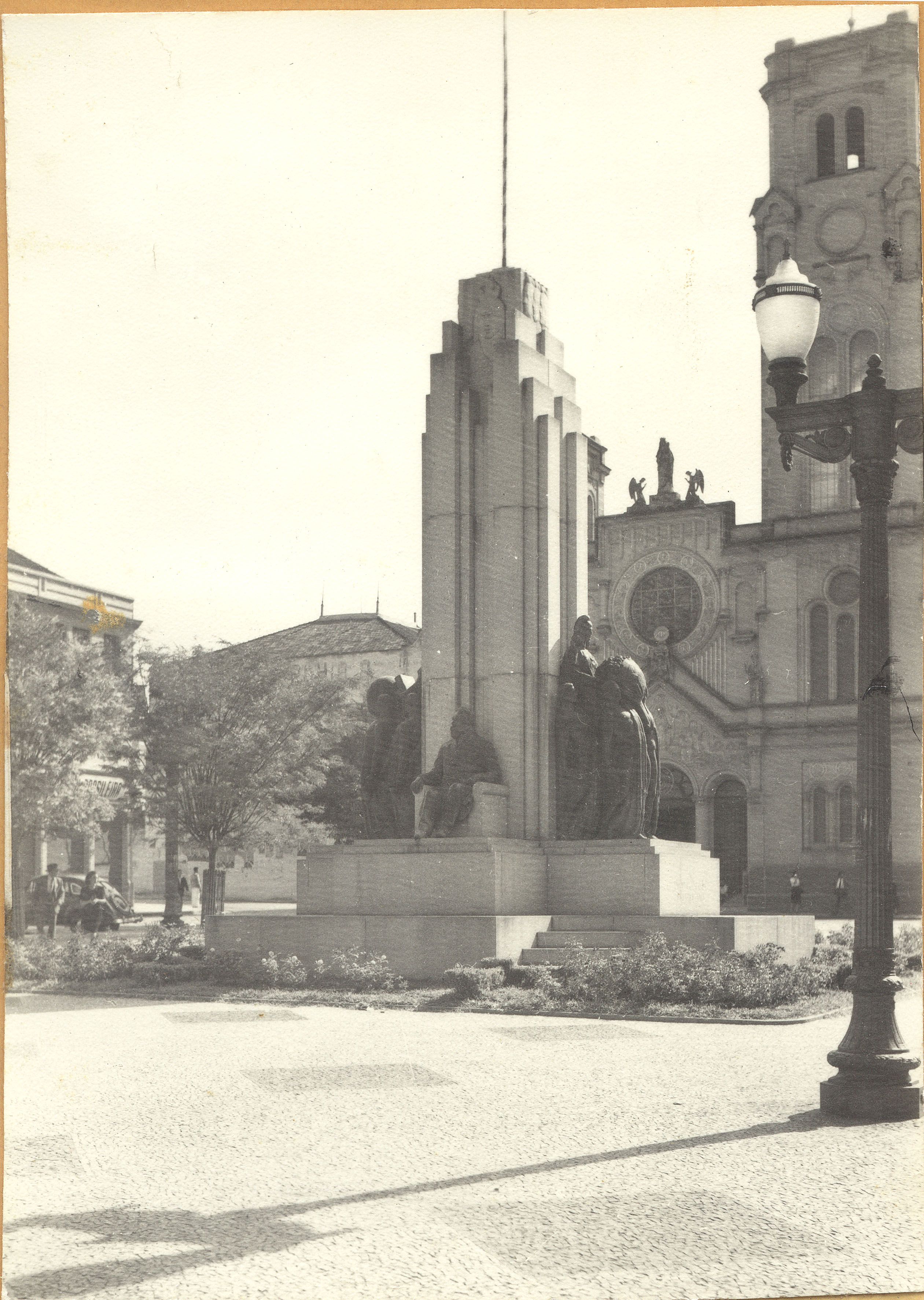
Monumento a Campos Sales, em Campinas (década de 1950)

Campos Sales procurou escolher técnicos não ligados à política partidária para seus ministérios, e se inspirou nos conselhos do presidente americano Benjamin Harrison para organizar sua administração. No livro "Da Propaganda à Presidência", Campos Sales cita o livro de Harrison chamado "Governo e Administração dos Estados Unidos". Na prática entretanto, Campos Sales representava tipicamente os ideais políticos das oligarquias dominantes de cada estado. Em contrapartida, recebia o apoio político das bancadas estaduais no Congresso. Com a criação da Comissão Verificadora de Poderes da Câmara, os próprios parlamentares legitimavam os diplomas dos eleitos e assim só eram empossados os deputados eleitos que fossem indicados pelos governadores. O resultado desse pacto foi o enfraquecimento das oposições, a fraude eleitoral e a exclusão da maior parte da população de qualquer participação política. O controle político oligárquico também era assegurado pelo voto aberto e pelo reconhecimento dos candidatos eleitos não pelo Poder Judiciário, mas pelo próprio Poder Legislativo. Como o Congresso sofria a influência do presidente e dos governadores, esse mecanismo dava margem à chamada "degola" dos candidatos indesejáveis.
Desenvolveu a sua Política dos Estados mais conhecida como política dos governadores, através da qual afastou os militares da política e estabeleceu a República Oligárquica, segunda fase da República Velha. E assim se manifestou a respeito:
Outros deram à minha política a denominação de "Política dos Governadores". Teriam acertado se dissessem "Política dos Estados". Esta denominação exprimiria melhor o meu pensamento!— Campos Sales

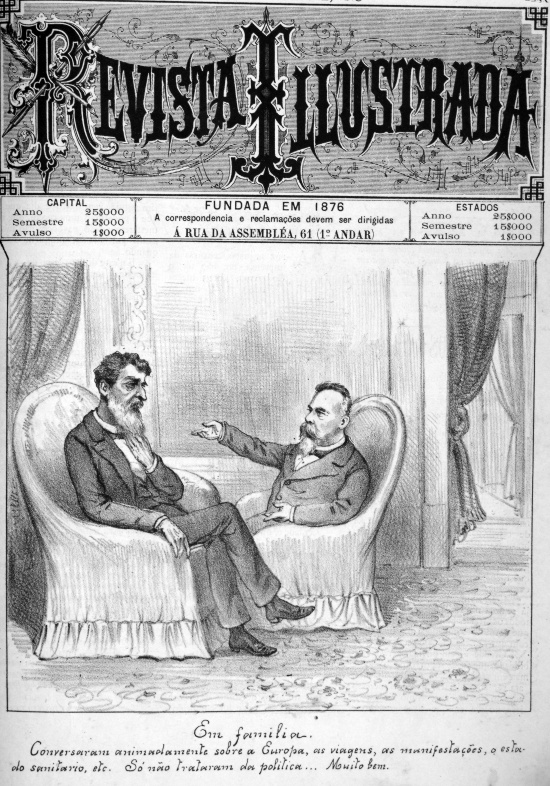
Caricatura de Campos Salles e Prudente de Morais na Revista Illustrada.

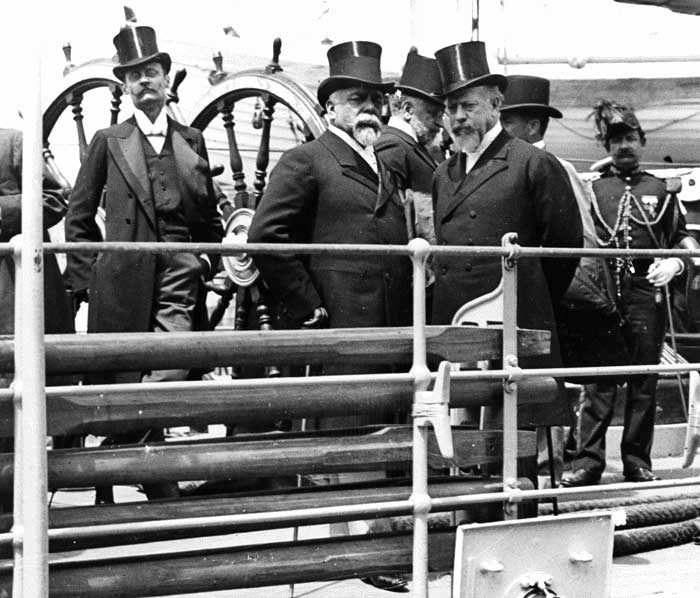
Campos Salles e Júlio Roca (à direita).

E esse seu pensamento foi definido assim por Campos Sales:
Neste regime, disse eu na minha última mensagem, a verdadeira força política, que no apertado unitarismo do Império residia no poder central, deslocou-se para os Estados. A Política dos Estados, isto é, a política que fortifica os vínculos de harmonia entre os Estados e a União é, pois, na sua essência, a política nacional. É lá, na soma destas unidades autônomas, que se encontra a verdadeira soberania da opinião. O que pensam os Estados pensa a União!— Campos Sales
Através da Política dos Estados, obteve o apoio do Congresso através de relações de apoio mútuo e favorecimento político entre o governo central, representado pelos presidentes da república e os estados, representados pelos respectivos governadores, e municípios, representados pelos coronéis. Era preservada a autonomia e independência dos governos municipais e estaduais, desde que os governos municipais apoiassem a política dos governos estaduais e que, por sua vez, os governos estaduais apoiassem a política do governo federal. Com esta forma de governar, Campos Sales conseguiu a estabilidade política do país. Essa estabilidade se dava pela manipulação dos resultados através da Comissão Verificadora de Poderes ou Comissão de Verificação de Poderes, formada por deputados federais. Ocorre que o presidente tinha controle sobre ela. Daí em diante, a fraude eleitoral era cometida pela própria comissão que só reconhecia como eleitos os candidatos do governador. Chamava-se a isso de degola das oposições, que daí em diante se via sem condições de ganhar uma eleição. Esta política fora iniciada e testada, anteriormente, quando Campos Sales, como governador de São Paulo, garantiu o poder local dos coronéis desde que eles se filiassem ao PRP e apoiassem os governadores de São Paulo.
Campos Sales conseguiu também estabelecer um equilíbrio entre o poder dos estados, como o rodízio de mineiros e paulistas na presidência e na vice-presidência da república, chamada política do café-com-leite, que foi explicado assim por Campos Sales, assim se expressando em relação à necessidade de ele próprio conduzir sua sucessão presidencial que se daria em 1 de março de 1902, para a qual Campos Sales indicou o paulista Rodrigues Alves como candidato à presidência, e explica ainda a necessidade de um vice-presidente mineiro:
Se nos achássemos em condições normais de vida política, com partidos políticos bem assinalados entre si, obedecendo cada um à autoridade de seus chefes legítimos…conservar-me-ia em posição neutra para oferecer aos contendores todas as garantias eleitorais, mas bem diversa é a situação da república… e é preciso evitar, com decidido empenho, as agitações sem base no interesse nacional que não serviriam senão para levar à arena política as ambições perturbadoras que têm sido e serão sempre os eternos embaraços a proficuidade da ação administrativa....(e explica a necessidade de um vice-presidente mineiro para Rodrigues Alves)..Tenho motivos para acreditar que Minas só aceitará a combinação que também entrar um mineiro e para evitar embaraços julgo conveniente indicar Silviano Brandão para vice presidente!— Campos Sales

### Atuação na área econômica

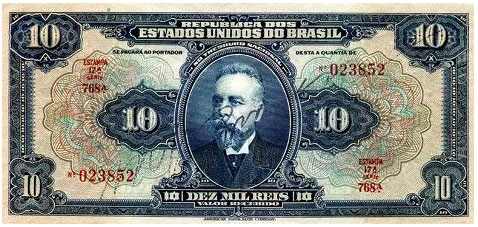
O quarto presidente do Brasil, Campos Salles, numa nota de 10 mil réis de 1925.

Na economia, a presidência Campos Sales decidiu que a resolução do problema da dívida externa era o primeiro passo a ser tomado. Em Londres, o presidente e os ingleses estabeleceram um acordo, conhecido como funding loan.
Com esse acordo, suspendeu-se por três anos o pagamento dos juros da dívida; suspendeu-se por treze anos o pagamento da dívida externa existente; o valor dos juros e das prestações não pagas se somariam à dívida já existente; a dívida externa brasileira começaria a ser paga em 1911, pelo prazo de 63 anos e com juros de 5% ao ano; as rendas da alfândega do Rio de Janeiro e Santos ficariam hipotecadas aos banqueiros ingleses, como garantia.
Então, livre do pagamento das prestações, Campos Sales pôde levar adiante a sua política de "saneamento" econômico. Combateu a inflação, não emitindo mais dinheiro e retirando de circulação uma parte do papel-moeda emitido pelos governos anteriores. Depois combateu os déficits orçamentários, reduzindo a despesa e aumentando a receita. Joaquim Murtinho, ministro da Fazenda, cortou o orçamento do Governo Federal, elevou todos os impostos existentes e criou outros. Assim, conseguiu um superávit de 38 mil contos logo no primeiro ano de governo, enquanto a lavoura paulista amargava um prejuízo de 440 mil contos.pg.117
Concordem ou não, protestem ou não, os impostos serão decretados. Não posso obrigar ninguém a ser patriota, mas posso obrigar todos a obedecer às leis.— Campos Sales

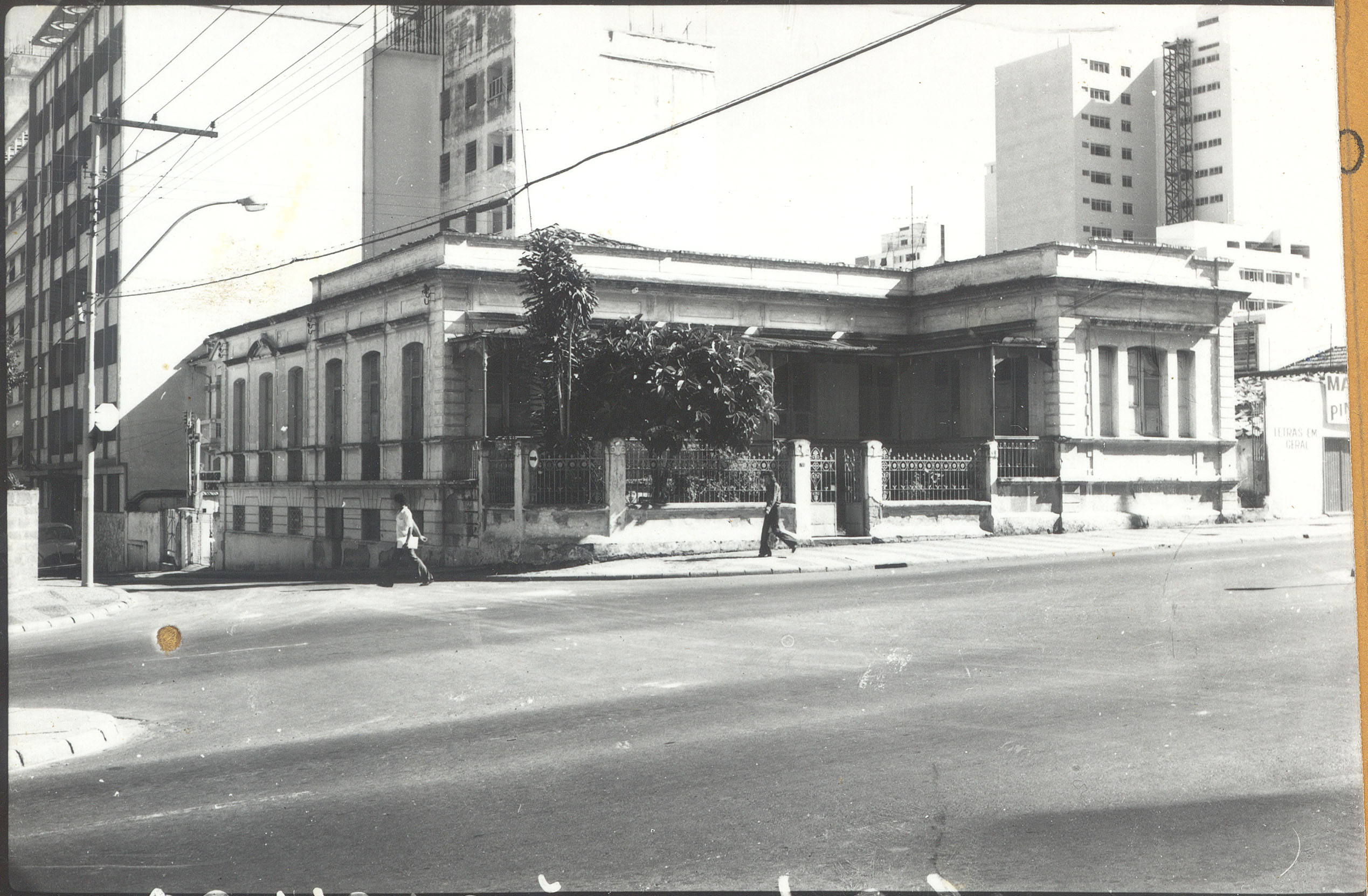
Casa onde residiu Campos Sales (década de 1970)

Campos Sales recebeu o apelido de "Campos Selos", por ter criado o chamado "imposto do selo" e aumentado os impostos. Finalmente, dedicou-se à valorização da moeda, elevando o câmbio de uma taxa de 48 mil-réis por libra para 14 mil-réis por libra. Sua política foi acusada de extremamente recessiva — em termos mais modernos — e chamada de "estagnação forçada", em linguagem da época. Desde a independência fora a primeira vez em que a moeda valorizou-se, entretanto os resultados revelaram-se trágicos. Reduziu-se o preço dos produtos estrangeiros no Brasil e a indústria nacional, já tão fraca, passou a enfrentar maior concorrência por parte dos artigos importados. Resultado: mais fábricas fecharam suas portas enquanto outras reduziram sua produção. Embora a política de Campos Sales e seu ministro Joaquim Murtinho tenha estabilizado as finanças, prejudicou profundamente a indústria e as condições de vida da população. Por isso quando o presidente terminou seu mandato e dirigiu-se do palácio para o trem que o levaria a São Paulo, foi vaiado pela multidão no embarque e durante os primeiros dez quilômetros do percurso.

### A visita à Argentina

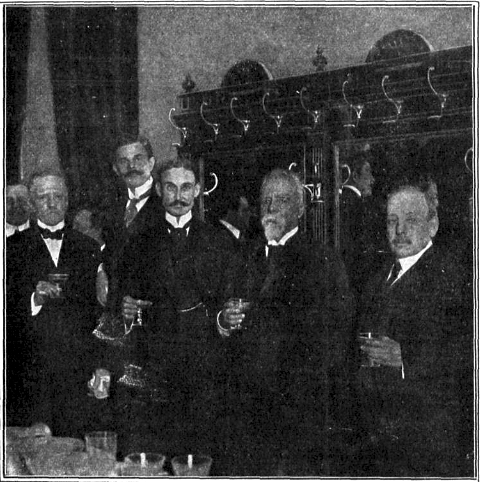
Campos Sales encontra-se com o intendente de Buenos Aires Joaquín de Anchorema em 1912.

Em 1899, o presidente da Argentina Júlio Roca, visitou o Rio de Janeiro, e, em 1900, Campos Sales retribuiu a sua visita, sendo recebido por um grande público, cerca de um quarto da população portenha, em Buenos Aires (300 000 pessoas do total de 1,2 milhão de habitantes da capital argentina). Campos Sales foi o primeiro presidente brasileiro a viajar ao exterior.

### Fim do governo
Campos Sales governou até 15 de novembro de 1902, e conseguiu fazer seu sucessor, elegendo, em 1 de março de 1902, o Conselheiro Rodrigues Alves, paulista, como presidente da república, e como vice-presidente, o mineiro Silviano Brandão, que faleceu, sendo substituído por outro mineiro, o Conselheiro Afonso Pena.
Foi um presidente impopular, cujo governo não teve a simpatia da opinião pública. Ao deixar a presidência, foi vaiado enquanto se dirigia do palácio até a estação ferroviária. Mas Sales conseguiu transmitir ao sucessor uma "casa em ordem".

## Após a presidência

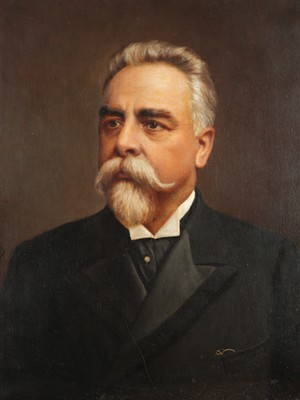
Pintura de Campos Sales por autor desconhecido.

Após o mandato presidencial, foi senador por São Paulo e diplomata na Argentina onde trabalhou com Júlio Roca que também era diplomata e do qual ficara amigo quando ambos foram presidentes. Durante as articulações (demárches) para a eleição presidencial de 1914, seu nome chegou a ser lembrado para a presidência da República, mas faleceu repentinamente em 1913, vítima de uma embolia cerebral, quando passava por dificuldades financeiras.
Sua filha, Sofia Ferraz de Campos Sales (1879–1935), se casou com José Bonifácio de Oliveira Coutinho (1877–1911), bisneto de José Bonifácio de Andrada e Silva, o Patriarca da Independência do Brasil.

## Homenagens

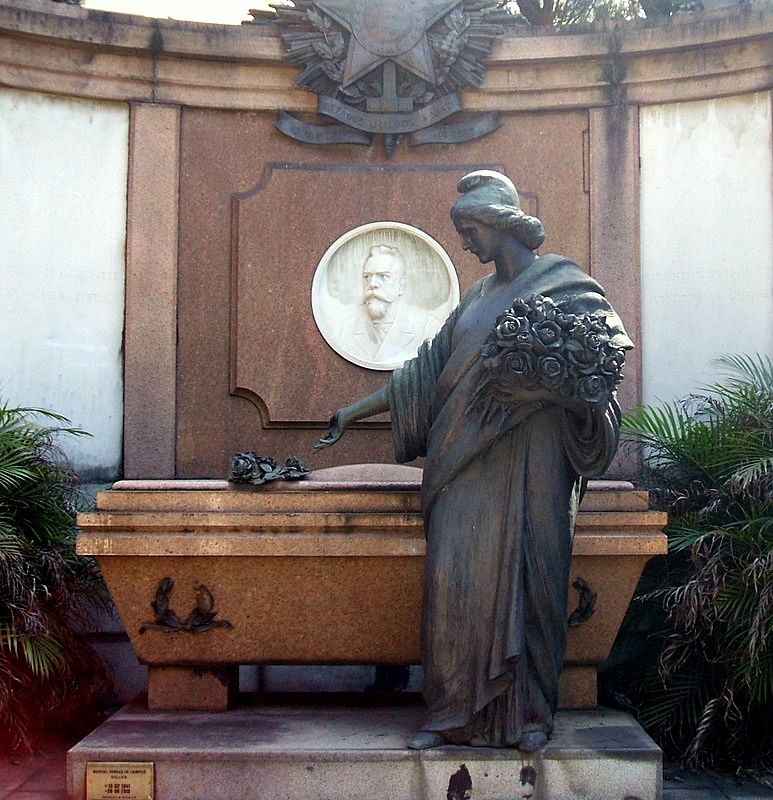
Túmulo de Campos Sales no Cemitério da Consolação.

É homenageado dando seu nome aos municípios de Campos Sales (Ceará), Salesópolis no estado de São Paulo e Roca Sales no Rio Grande do Sul. Este último foi assim batizado em homenagem ao histórico encontro entre o presidente Campos Sales com Julio Argentino Roca, o então presidente da Argentina.
Cruzando o Rio Tietê, ligando Barra Bonita a Igaraçu do Tietê, há a "Ponte Campos Salles", inaugurada em 1915, obra construída por iniciativa de Campos Sales.
Dá o nome a uma importante avenida onde residiu, na cidade de Campinas. Outras vias nas cidades de Belém, Belo Horizonte, Campo Grande, Curitiba, Natal, Porto Velho e Rio de Janeiro também levam seu nome, assim como em outras cidades pelo Brasil.
Em Manaus há um bairro que leva seu nome.

## Ministério de Campos Sales

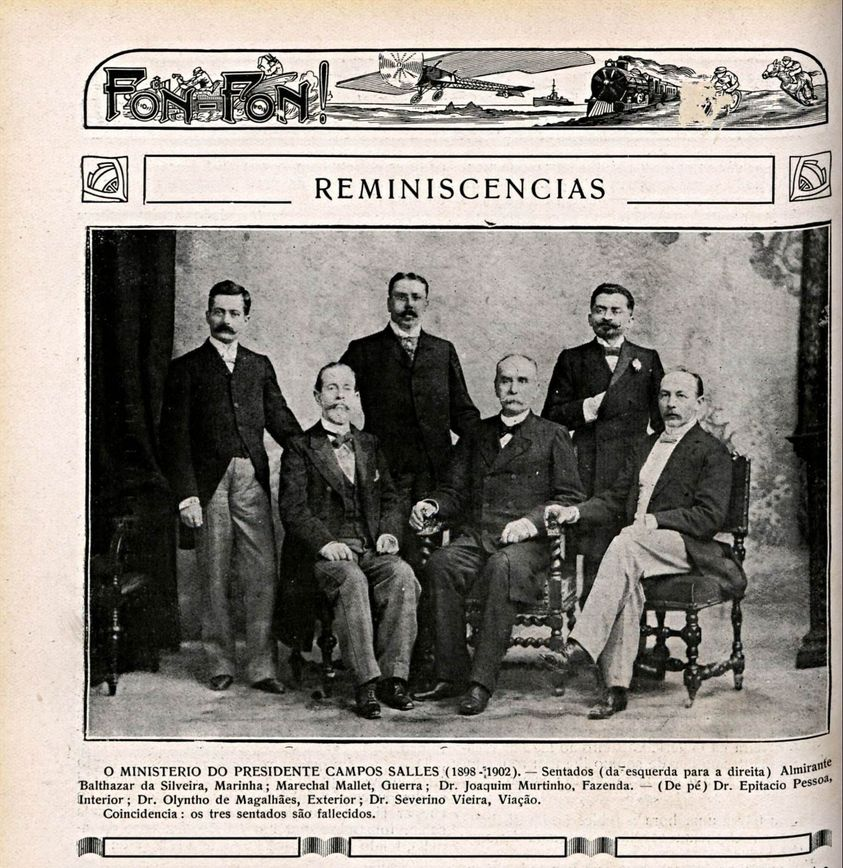
Ministros de Campos Sales

- Ministério da Justiça e Negócios Interiores: Epitácio da Silva Pessoa (15 de novembro de 1898 – 6 de agosto de 1901), Sabino Barroso (6 de agosto de 1901 – 15 de novembro de 1902)
- Ministério da Marinha: Carlos Baltasar da Silveira, Almirante (15 de novembro de 1898 – 9 de agosto de 1899), José Pinto da Luz, Contra-Almirante (19 de agosto de 1899 – 15 de novembro de 1902)
- Ministério da Guerra: João Nepomuceno de Medeiros Mallet (15 de novembro de 1898 – 5 de novembro de 1902), João Tomás de Cantuária
- Ministério das Relações Exteriores: Olinto de Magalhães (15 de novembro de 1898 – 15 de novembro de 1902), Joaquim Tomás do Amaral (Visconde de Cabo Frio) (interino)
- Ministério da Fazenda: Joaquim Duarte Murtinho (15 de novembro de 1898 – 2 de setembro de 1902), Sabino Alves Barroso Júnior (2 de setembro de 1902 – 15 de novembro de 1902)
- Ministério da Indústria, Viação e Obras Públicas: Severino dos Santos Vieira (15 de novembro de 1898 – 27 de janeiro de 1900), Alfredo Eugênio de Almeida Maia (27 de janeiro de 1900 – 8 de março de 1902), Epitácio da Silva Pessoa (interino), Antônio Augusto da Silva (8 de março de 1902 – 15 de novembro de 1902).[5]